# Josepha Faust
Josepha Faust (* 11. Juni 1815 in Aschaffenburg; † 11. Juni 1893 in Metz) war eine Oberin der Barmherzigen Schwestern. 

## Leben
Josepha Faust wurde als ältestes von vier Kindern des Küfers Christian Faust und seiner zweiten Ehefrau Sophie Maidhof 1815 in Aschaffenburg geboren. Sie trat in den Orden der Barmherzigen Schwestern vom hl. Vinzenz von Paul in Straßburg ein. Sie erhielt den Namen Schwester Adolphe.
Nach der Profess wirkte sie 1844/45 in Straßburg, danach zwei Jahre in Hagenau, wo sie weibliche Strafgefangene betreute. Von 1847 bis 1849 war sie in Freiburg im Breisgau und danach in Mannheim tätig.
Im Mainz hatte im März 1849 die Hospitalkommission die Gründung eines Spitals beschlossen, das den Barmherzigen Schwestern übertragen wurde. Am 18. Mai 1850 wurde Schwester Adolphe zusammen mit einer weiteren Schwester als Oberin in ihre neue Aufgabe eingeführt. Das Vinzenz- und Elisabeth-Hospital gewann rasch das Vertrauen der Patienten und der Stadtoberen. 1855 wurde den Schwestern auch die Einrichtung des seit 1848 bestehenden Invalidenhauses übertragen. Auch hier wurde Schwester Adolphe zur Oberin bestellt.
Nach der Explosion des Pulverturmes am 18. November 1857 wurden zahlreiche Verletzte in vorbildlicher Weise von den Barmherzigen Schwestern an verschiedenen Stellen in der Stadt versorgt. Schwester Adolphe erhielt dafür am 27. Dezember 1857 durch den Großherzog von Hessen und bei Rhein das Ritterkreuz II. Klasse des Ludwigsordens verliehen.
1862/63 wurden zahlreiche Beschwerden gegen Schwester Adolphe erhoben. Eine Schmähschrift erschien sogar in vier Auflagen. In einem öffentlichen Prozess gegen den Autor Warburg wurden zahlreiche Zeugen gehört, die teils heftige Kritik an Schwester Adolphe äußerten. Sie verließ daraufhin Mainz und war in den folgenden Jahren in Toussaint, Obernai, St. Charles, Hagenau, Colmar und Metz tätig. Dort starb sie an ihrem Geburtstag im Jahre 1893.